# Celastrus hypoleucoides
Celastrus hypoleucoides là một loài thực vật có hoa trong họ Dây gối. Loài này được P.L. Chiu mô tả khoa học đầu tiên năm 1981.